# Potenza Calcio 2019-2020
Questa voce raccoglie le informazioni riguardanti il Potenza Calcio nelle competizioni ufficiali della stagione 2019-2020.

## Stagione
Questa stagione segna per il club il ritorno in Coppa Italia, competizione da cui era assente dalla stagione 2015-2016. L'annata inizia con la conferma dell'allenatore Giuseppe Raffaele, dopo le buone prestazioni ottenute nel campionato passato, ma con il mancato rinnovo dell'attaccante Leandro Guaita, protagonista delle tre stagioni precedenti con la maglia del Potenza. Nelle prime uscite stagionali il Potenza supera agevolmente il primo turno di Coppa Italia eliminando la compagine di Serie D del Lanusei, ma perde poi nel secondo turno contro il Pisa, squadra di Serie B, ben figurando però con una buona prestazione nonostante la sconfitta. La prima parte della stagione è molto positiva per la squadra lucana: la compagine rossoblù riesce infatti a portarsi al primo posto al termine della nona giornata, avendo anche, al termine della decima giornata, la miglior difesa tra tutti i campionati professionistici europei, oltre a superare agevolmente il primo turno di Coppa Italia Serie C contro il Rende. Alla quattordicesima giornata il Potenza ottiene la vittoria sul campo dell'Avellino, impresa che non riusciva ai rossoblù dalla stagione 1962-1963. Nonostante l'eliminazione per mano del Catania agli ottavi di finale di Coppa Italia Serie C nel mese di novembre, il girone di andata si conclude con il terzo posto a pari punti con il Bari (che risulta però secondo per aver vinto lo scontro diretto), avendo anche la seconda miglior difesa del girone dopo quella della Reggina, sempre a pari merito con la squadra del capoluogo pugliese.
Nel girone di ritorno, dopo un avvio in difficoltà, la squadra riesce a ritornare al quarto posto in classifica, battendo anche il Catanzaro in casa alla ventinovesima giornata, vittoria che il Potenza non otteneva in campo amico contro i calabresi dal 1948. L'andamento regolare della seconda parte della stagione viene però sconvolto dagli effetti della pandemia di COVID-19 in Italia, a causa della quale prima si disputa a porte chiuse la partita con la Cavese, insieme agli altri incontri della trentesima giornata, poi si sospendono tutte le competizioni sportive calcistiche sotto l'egida della FIGC a partire dall'11 marzo. Dopo ulteriori rinvii, il Consiglio Federale dell'8 giugno stabilisce di non disputare le partite rimanenti e di determinare la classifica finale tramite una proiezione del punteggio sulla base di alcuni coefficienti correttivi. Il Potenza non disputa pertanto le ultime otto partite del girone di ritorno e conclude il campionato al quarto posto, con una proiezione finale di punti in classifica pari a 70,933, ottenendo così il miglior risultato dalla stagione 1967-1968 e guadagnandosi l'accesso agli spareggi per la promozione in Serie B. Il pareggio con il Catanzaro in casa garantisce il superamento della prima fase dei play-off, mentre agli ottavi di finale la squadra ottiene una vittoria sofferta contro la Triestina. Il Potenza viene eliminato solo ai quarti di finale della fase nazionale dei play-off grazie ad un pareggio esterno per 0 a 0 contro la Reggio Audace, che passa il turno per il miglior piazzamento in classifica, con il rammarico per la squadra lucana di non aver sfruttato le occasioni da gol avute, tra cui anche un rigore.

## Divise e sponsor
Come nella stagione precedente, lo sponsor tecnico ed il main sponsor sono rispettivamente Erreà e la BCC Basilicata.
Una delle maglie per la stagione 2019-2020 è stata ideata appositamente come omaggio al centenario dalla nascita del club; presenta i colori rosso e blu disposti nelle due metà della casacca ed alcuni dettagli che richiamano le divise dei primi decenni del novecento: le maniche ed il collo a laccetti in nero e gli inserti in oro. Insieme a questa sono state presentate altre due divise: la storica rossoblù a strisce verticali ed una maglia grigia dove sul petto figurano i colori sociali, richiamo alla divisa indossata dal Potenza nello spareggio playoff contro il Benevento il 17 giugno del 2007.
Tuttavia il Potenza nelle gare ufficiali di inizio stagione predilige indossare spesso una completo interamente giallo come divisa da trasferta, mentre la maglia del centenario è stata utilizzata spesso nelle partite casalinghe.
| Casa | Trasferta | Terza divisa | Quarta divisa | Quinta divisa |

## Organigramma Societario
Di seguito sono riportati i membri dello staff del Potenza Calcio nella stagione 2019-2020.
Area direttiva
- Presidente: Salvatore Caiata
- Vicepresidente: Maurizio Fontana
- Vicepresidente: Antonio Iovino
- Amministratore Delegato: Daniele Flammia
- Direttore generale: Manuel Scalese
- Amministrazione finanze e controllo: Vincenzo Summa
- Responsabile marketing e comunicazione: Valentina Rubinetti
- Segretario generale: Giovanni Caporale
- Responsabile ufficio stampa: Manuel Scalese
- Delegato per la sicurezza: Giacinto Orlando Formoso
- Vice delegato alla sicurezza: Marciano D'Avino
- Supporter Liaison Officer: Cristiano Laviero
- Responsabile comunicazione: Giovanni Caporale
- Graphic designer: Mario Garramone
- Responsabile servizio prevenzione e protezione: Fabrizio Cerverizzo
- Responsabile ticketing: Carolina Barone
- Segretario Under 15: Giovanni Fusco
- Dirigente accompagnatore: Francesco Pascarelli
- Team Manager: Giuseppe Lolaico

Area tecnica
- Responsabile tecnico prima squadra: Giuseppe Addamo Raffaele
- Allenatore in seconda: Giuseppe Leonetti
- Preparatore dei portieri: Giuseppe Catalano
- Preparatore atletico: Luigi Romano
- Collaboratore staff: Francesco Trimarchi
- Responsabile settore giovanile: Pasquale Arleo
- Dirigente accompagnatore: Pietro Polino
- Dirigente accompagnatore: Luigi Garofalo
- Addetto agli arbitri: Marco Musolino
- Responsabile Berretti: Mario Sinisgalli
- Allenatore Berretti: Giuseppe Cirone
- Allenatore in seconda Berretti: Massimo Sabia
- Allenatore Under-17: Mirko Lotito
- Allenatore in seconda Under-17: Gino Cavasoli
- Segretario Under-17: Giovanni Fusco
- Allenatore Under-15: Rocco Postiglione
- Preparatore dei portieri Under-15 - Under-17: Tony Mariano
- Preparatore atletico Under-15 - Under-17: Francesco De Grazia

Area sanitaria
- Responsabile sanitario: Francesco Miele
- Preparatore atletico e riatletizzatore: Andrea Santarsiero
- Infermiere: Donato Vaccaro
- Responsabile fisioterapisti: Sabino Carovigno
- Match doctor: Lorenzo Passarelli
- Fisioterapista: Alessandro Pesce
- Fisioterapista: Federico Sabia
- Medico Sociale: Francesco Pinto
- Medico Sociale: Antonio Sacco

## Rosa
Di seguito è riportata la rosa del Potenza Calcio nella stagione 2019-2020.
| N. |                      | Ruolo | Calciatore                        |
| -- | -------------------- | ----- | --------------------------------- |
| 1  | Canada (bandiera)    | P     | Sebastian Breza                   |
| 1  | Italia (bandiera)    | P     | Alessandro Santopadre             |
| 2  | Italia (bandiera)    | C     | Orlando Viteritti                 |
| 3  | Italia (bandiera)    | D     | Ciro Panico                       |
| 4  | Brasile (bandiera)   | C     | Álvaro Iuliano                    |
| 5  | Italia (bandiera)    | C     | Francesco Dettori (vice capitano) |
| 6  | Uruguay (bandiera)   | D     | Antonio Sepe                      |
| 7  | Italia (bandiera)    | C     | Giuseppe Coccia                   |
| 8  | Italia (bandiera)    | C     | Marco Piccinni                    |
| 8  | Argentina (bandiera) | A     | Agustín Vuletich                  |
| 9  | Brasile (bandiera)   | A     | Carlos França (capitano)          |
| 10 | Italia (bandiera)    | C     | Manuel Ricci                      |
| 11 | Italia (bandiera)    | A     | Jacopo Murano                     |
| 12 | Italia (bandiera)    | P     | Andrea Brescia                    |
| 13 | Italia (bandiera)    | A     | Pietro Arcidiacono                |
| 13 | Italia (bandiera)    | A     | Francesco Golfo                   |

| N. |                    | Ruolo | Calciatore            |
| -- | ------------------ | ----- | --------------------- |
| 14 | Italia (bandiera)  | D     | Antonio Giosa         |
| 15 | Italia (bandiera)  | D     | Simone Sales          |
| 17 | Guinea (bandiera)  | A     | Amil Gassama          |
| 18 | Italia (bandiera)  | A     | Andrea Jukic          |
| 19 | Italia (bandiera)  | A     | Antonio Isgrò         |
| 21 | Italia (bandiera)  | C     | Santo D'Angelo        |
| 21 | Camerun (bandiera) | C     | Yacine Hemrick Nembot |
| 22 | Italia (bandiera)  | P     | Raffaele Ioime        |
| 23 | Italia (bandiera)  | C     | Mario Coppola         |
| 24 | Italia (bandiera)  | A     | Giovanni Volpe        |
| 25 | Brasile (bandiera) | D     | Emerson               |
| 26 | Italia (bandiera)  | D     | Vincenzo Di Somma     |
| 27 | Italia (bandiera)  | A     | Daniele Ferri Marini  |
| 28 | Italia (bandiera)  | D     | Luigi Silvestri       |
| 29 | Italia (bandiera)  | A     | Sebastiano Longo      |
| 30 | Senegal (bandiera) | A     | Talla Souare          |

## Calciomercato

### Operazioni precedenti alla sessione estiva
| Acquisti | Acquisti            | Acquisti   | Acquisti      |
| R.       | Nome                | da         | Modalità      |
| -------- | ------------------- | ---------- | ------------- |
| D        | Aldo Caiazza        | AZ Picerno | fine prestito |
| D        | Maxime Giron        | Bisceglie  | fine prestito |
| C        | Orlando Viteritti   | Rende      | definitivo    |
| A        | Francesco Salvemini | Monopoli   | fine prestito |
| A        | Amil Gassama        | Gragnano   | fine prestito |
| A        | Pietro Arcidiacono  | Messina    | definitivo    |

| Cessioni | Cessioni         | Cessioni | Cessioni                |
| R.       | Nome             | a        | Modalità                |
| -------- | ---------------- | -------- | ----------------------- |
| D        | Emmanuele Matino | Parma    | fine prestito           |
| A        | Giuseppe Genchi  | Taranto  | rescissione consensuale |
| A        | Sebastiano Longo | Parma    | fine prestito           |
| A        | Facundo Lescano  | Parma    | fine prestito           |

### Sessione estiva(dal 1/7 al 2/9)
| Acquisti | Acquisti                  | Acquisti   | Acquisti                         |
| R.       | Nome                      | da         | Modalità                         |
| -------- | ------------------------- | ---------- | -------------------------------- |
| D        | Luigi Silvestri           | Vibonese   | definitivo                       |
| C        | Yacine Hemrich Nembot     | Benevento  | prestito con diritto di riscatto |
| C        | Tommaso Alejandro Fontana | Siena      | addestramento tecnico            |
| C        | Alvaro Iuliano            | Catanzaro  | definitivo                       |
| A        | Daniele Ferri Marini      | Modena     | definitivo                       |
| A        | Antonio Isgrò             | Corigliano | definitivo                       |
| A        | Andrea Jukic              | Gavorrano  | definitivo                       |
| A        | Talla Souare              | Siracusa   | definitivo                       |
| A        | Sebastiano Longo          | Parma      | prestito con diritto di riscatto |

| Cessioni | Cessioni                  | Cessioni         | Cessioni                         |
| R.       | Nome                      | a                | Modalità                         |
| -------- | ------------------------- | ---------------- | -------------------------------- |
| P        | Riccardo Mazzoleni        |                  | rescissione consensuale          |
| D        | Roberto Farinola          | FC Francavilla   | prestito                         |
| D        | Aldo Caiazza              | Audace Cerignola | definitivo                       |
| D        | Maxime Giron              |                  | rescissione                      |
| C        | Antonio Matera            | Cavese           | rescissione consensuale          |
| C        | Tommaso Alejandro Fontana | Team Altamura    | prestito                         |
| C        | Marco Piccinni            | Monopoli         | definitivo                       |
| A        | Leandro Guaita            | Taranto          | svincolato                       |
| A        | Francesco Salvemini       | Monopoli         | prestito con diritto di riscatto |
| A        | Antonio Bacio Terracino   | Fermana          | definitivo                       |
| A        | Fabio Lorusso             | FC Francavilla   | prestito                         |
| A        | Luca Paudice              | Savoia           | prestito                         |

### Operazioni tra la sessione estiva e quella invernale
| Acquisti | Acquisti         | Acquisti | Acquisti   |
| R.       | Nome             | da       | Modalità   |
| -------- | ---------------- | -------- | ---------- |
| A        | Agustín Vuletich |          | definitivo |

| Cessioni | Cessioni              | Cessioni  | Cessioni                |
| R.       | Nome                  | a         | Modalità                |
| -------- | --------------------- | --------- | ----------------------- |
| C        | Yacine Hemrich Nembot | Benevento | fine prestito           |
| A        | Andrea Jukic          |           | rescissione consensuale |

### Sessione invernale(dal 2/1 al 31/1)
| Acquisti | Acquisti              | Acquisti       | Acquisti                                          |
| R.       | Nome                  | da             | Modalità                                          |
| -------- | --------------------- | -------------- | ------------------------------------------------- |
| P        | Alessandro Santopadre | Atalanta       | prestito                                          |
| C        | Santo D'Angelo        | Livorno        | prestito con diritto di riscatto e controriscatto |
| A        | Francesco Golfo       | Parma          | prestito                                          |
| A        | Fabio Lorusso         | FC Francavilla | fine prestito                                     |
| A        | Luca Paudice          | Savoia         | fine prestito                                     |

| Cessioni | Cessioni           | Cessioni   | Cessioni                         |
| R.       | Nome               | a          | Modalità                         |
| -------- | ------------------ | ---------- | -------------------------------- |
| P        | Sebastian Breza    | Bologna    | prestito con obbligo di riscatto |
| C        | Álvaro Iuliano     | Catanzaro  | prestito                         |
| A        | Agustín Vuletich   |            | rescissione consensuale          |
| A        | Pietro Arcidiacono |            | rescissione consensuale          |
| A        | Fabio Lorusso      | Gelbison   | prestito                         |
| A        | Luca Paudice       | Ciliverghe | prestito                         |

### Operazioni successive alla sessione invernale
| Acquisti | Acquisti       | Acquisti  | Acquisti      |
| R.       | Nome           | da        | Modalità      |
| -------- | -------------- | --------- | ------------- |
| C        | Álvaro Iuliano | Catanzaro | fine prestito |

| Cessioni | Cessioni             | Cessioni | Cessioni   |
| R.       | Nome                 | a        | Modalità   |
| -------- | -------------------- | -------- | ---------- |
| A        | Daniele Ferri Marini |          | svincolato |

## Risultati

### Serie C

#### Girone d'andata
| Arbitro: | Gualtieri (Asti) |

|            |           |  |
| Murano 62’ | Marcatori |  |

| Arbitro: | Vigile (Cosenza) |

|              |           |  |
| M. Russo 73’ | Marcatori |  |

| Arbitro: | Paterna (Teramo) |

|                     |           |  |
| Giosa 12’ Isgrò 41’ | Marcatori |  |

| Arbitro: | Marcenaro (Genova) |

|  |           |                                    |
|  | Marcatori | 38’ Murano 44’ Viteritti 48’ Giosa |

| Arbitro: | N. Marini (Trieste) |

|                  |           |              |
| Marcheggiani 41’ | Marcatori | 69’ Vuletich |

| Potenza 25 settembre 2019, ore 20:45 CEST 6ª giornata | Potenza                            | 0 – 0 referto | Sicula Leonzio | Stadio Alfredo Viviani (2 962 spett.)\| Arbitro: \| Carrione (Castellammare di Stabia) \| |
| Arbitro:                                              | Carrione (Castellammare di Stabia) |               |                |                                                                                           |

| Arbitro: | Colombo (Como) |

|  |           |              |
|  | Marcatori | 2’ Viteritti |

| Arbitro: | Zufferli (Udine) |

|                                          |           |  |
| M. Ricci 33’ Emerson 56’ Arcidiacono 61’ | Marcatori |  |

| Arbitro: | G. Miele (Nola) |

|             |           |  |
| Longo 90+2’ | Marcatori |  |

| Arbitro: | Santoro (Messina) |

|  |           |                               |
|  | Marcatori | 38’ Ferri Marini 68’ M. Ricci |

| Potenza 23 ottobre 2019, ore 18:30 CEST 11ª giornata | Potenza        | 0 – 0 referto | Cavese | Stadio Alfredo Viviani (4 130 spett.)\| Arbitro: \| Cudini (Fermo) \| |
| Arbitro:                                             | Cudini (Fermo) |               |        |                                                                       |

| Arbitro: | Marcenaro (Genova) |

|                                              |           |  |
| Piccinni 28’ Fella 53’ (rig.) Mercadante 62’ | Marcatori |  |

| Arbitro: | De Santis (Lecce) |

|  |           |                              |
|  | Marcatori | 20’, 23’ Corazza 86’ Bellomo |

| Arbitro: | Marchetti (Ostia Lido) |

|  |           |                             |
|  | Marcatori | 28’ Ferri Marini 38’ Murano |

| Arbitro: | Di Graci (Como) |

|            |           |  |
| França 89’ | Marcatori |  |

| Arbitro: | Rutella (Enna) |

|                                               |           |                                            |
| Vázquez 29’ D. Gigliotti 32’ Mastropietro 59’ | Marcatori | 13’, 55’ Murano 34’ Isgrò 76’ Ferri Marini |

| Arbitro: | Longo (Paola) |

|              |           |  |
| França 90+4’ | Marcatori |  |

| Arbitro: | Paterna (Teramo) |

|                        |           |             |
| Simeri 20’ Terrani 26’ | Marcatori | 35’ Emerson |

| Arbitro: | Gualtieri (Asti) |

|            |           |  |
| Murano 49’ | Marcatori |  |

#### Girone di ritorno
| Caserta 22 gennaio 2020, ore 15:30 CET 20ª giornata | Casertana      | 0 – 0 referto | Potenza | Stadio Alberto Pinto (1 503 spett.)\| Arbitro: \| Cudini (Fermo) \| |
| Arbitro:                                            | Cudini (Fermo) |               |         |                                                                     |

| Arbitro: | Gariglio (Pinerolo) |

|  |           |                 |
|  | Marcatori | 87’ Vantaggiato |

| Arbitro: | D'Ascanio (Ancona) |

|             |           |                  |
| Curiale 33’ | Marcatori | 15’ Ferri Marini |

| Arbitro: | Bitonti (Bologna) |

|            |           |  |
| França 77’ | Marcatori |  |

| Arbitro: | Carrione (Castellammare di Stabia) |

|            |           |             |
| Coccia 41’ | Marcatori | 8’ De Sarlo |

| Arbitro: | Marchetti (Ostia Lido) |

|                                                        |           |           |
| Scardina 14’, 22’ Catania 19’ (rig.) Grillo 52’ (rig.) | Marcatori | 84’ Golfo |

| Arbitro: | Rutella (Enna) |

|                          |           |                               |
| Viteritti 10’ Coccia 47’ | Marcatori | 1’ Libertazzi 90+3’ Saveljevs |

| Arbitro: | Di Cairano (Ariano Irpino) |

|           |           |                              |
| Volpe 76’ | Marcatori | 16’, 53’ Murano 80’ M. Ricci |

| Arbitro: | Ricci (Firenze) |

|  |           |            |
|  | Marcatori | 64’ Murano |

| Arbitro: | Zufferli (Udine) |

|                             |           |  |
| Giosa 25’ França 40’ (rig.) | Marcatori |  |

| Cava de' Tirreni 9 marzo 2020, ore 17:30 CET 30ª giornata | Cavese               | 0 – 0 referto | Potenza | Stadio Simonetta Lamberti (0 spett.)\| Arbitro: \| Meraviglia (Pistoia) \| |
| Arbitro:                                                  | Meraviglia (Pistoia) |               |         |                                                                            |

| Potenza 14 marzo 2020, ore 20:45 CET 31ª giornata | Potenza | – non disputata | Monopoli | Stadio Alfredo Viviani |

| Reggio Calabria 22 marzo 2020, ore 17:30 CET 32ª giornata | Reggina | – non disputata | Potenza | Stadio Oreste Granillo |

| Potenza 25 marzo 2020, ore 20:45 CET 33ª giornata | Potenza | – non disputata | Avellino | Stadio Alfredo Viviani |

| Vibo Valentia 29 marzo 2020, ore 17:30 CEST 34ª giornata | Vibonese | – non disputata | Potenza | Stadio Luigi Razza |

| Potenza 5 aprile 2020, ore 17:30 CEST 35ª giornata | Potenza | – non disputata | Virtus Francavilla | Stadio Alfredo Viviani |

| Potenza 9 aprile 2020, ore 20:45 CEST 36ª giornata | AZ Picerno | – non disputata | Potenza | Stadio Alfredo Viviani |

| Potenza 19 aprile 2020, ore 20:45 CEST 37ª giornata | Potenza | – non disputata | Bari | Stadio Alfredo Viviani |

| Pagani 25 aprile 2020, ore 15:00 CEST 38ª giornata | Paganese | – non disputata | Potenza | Stadio Marcello Torre |

### Play-off
| Arbitro: | Santoro (Messina) |

|            |           |            |
| Murano 21’ | Marcatori | 90+5’ Urso |

#### Fase nazionale
| Arbitro: | Vigile (Cosenza) |

|              |           |  |
| França 90+5’ | Marcatori |  |

| Reggio nell'Emilia 13 luglio 2020, ore 20:45 CEST Quarti di finale | Reggio Audace      | 0 – 0 referto | Potenza | Mapei Stadium - Città del Tricolore (0 spett.)\| Arbitro: \| Marcenaro (Genova) \| |
| Arbitro:                                                           | Marcenaro (Genova) |               |         |                                                                                    |

### Coppa Italia

#### Primo turno
| Arbitro: | Cosso (Reggio Calabria) |

|                                   |           |  |
| Longo 60’ (rig.) Ferri Marini 81’ | Marcatori |  |

#### Secondo turno
| Arbitro: | Baroni (Firenze) |

|                                    |           |  |
| M. Marconi 43’ Masucci 53’ Aya 71’ | Marcatori |  |

### Coppa Italia Serie C

#### Fase a eliminazione diretta
| Arbitro: | Arena (Torre del Greco) |

|                                            |           |                       |
| Ferri Marini 30’, 64’ Longo 34’ Murano 90’ | Marcatori | 75’ (rig.) Libertazzi |

| Arbitro: | N. Marini (Trieste) |

|                                     |           |                                          |
| Doumbia 59’ De Francesco 74’ (rig.) | Marcatori | 41’ Iuliano 55’ Arcidiacono 79’ Vuletich |

| Arbitro: | Carella (Bari) |

|            |           |                                 |
| França 66’ | Marcatori | 35’ (rig.) Di Piazza 69’ Biondi |

## Statistiche

### Statistiche di squadra
- {\displaystyle PT} è il punteggio totale accumulato in classifica fino al momento della sospensione definitiva;
- {\displaystyle MPc} è la media punti realizzati nelle gare disputate in casa fino al momento della sospensione definitiva;
- {\displaystyle NPc} è il numero di partite rimanenti da giocare in casa secondo il calendario ordinario;
- {\displaystyle MPt} è la media punti realizzati nelle gare disputate in trasferta fino al momento della sospensione definitiva;
- {\displaystyle NPt} è il numero di partite rimanenti da giocare in trasferta secondo il calendario ordinario.

| Competizione         | PF     | Punti            | In casa | In casa | In casa | In casa | In casa | In casa | In trasferta | In trasferta | In trasferta | In trasferta | In trasferta | In trasferta | Totale | Totale | Totale | Totale | Totale | Totale | D.R. |
| Competizione         | PF     | Punti            | G       | V       | N       | P       | Gf      | Gs      | G            | V            | N            | P            | Gf           | Gs           | G      | V      | N      | P      | Gf     | Gs     | D.R. |
| -------------------- | ------ | ---------------- | ------- | ------- | ------- | ------- | ------- | ------- | ------------ | ------------ | ------------ | ------------ | ------------ | ------------ | ------ | ------ | ------ | ------ | ------ | ------ | ---- |
| Serie C              | 70,933 | 56               | 15      | 9       | 4       | 2       | 16      | 7       | 15           | 7            | 4            | 4            | 20           | 16           | 30     | 16     | 8      | 6      | 36     | 23     | +13  |
| Spareggi             | -      | Quarti di finale | 2       | 1       | 1       | 0       | 2       | 1       | 1            | 0            | 1            | 0            | 0            | 0            | 3      | 1      | 2      | 0      | 2      | 1      | +1   |
| Coppa Italia         | -      | Secondo turno    | 1       | 1       | 0       | 0       | 2       | 0       | 1            | 0            | 0            | 1            | 0            | 3            | 2      | 1      | 0      | 1      | 2      | 3      | -1   |
| Coppa Italia Serie C | -      | Ottavi di finale | 2       | 1       | 0       | 1       | 5       | 3       | 1            | 1            | 0            | 0            | 3            | 2            | 3      | 2      | 0      | 1      | 8      | 5      | +3   |
| Totale               | 70,933 | 56               | 20      | 12      | 5       | 3       | 25      | 11      | 18           | 8            | 5            | 5            | 23           | 21           | 38     | 20     | 10     | 8      | 48     | 32     | +16  |

### Andamento in campionato
| Giornata  | 1 | 2  | 3 | 4 | 5 | 6 | 7 | 8 | 9 | 10 | 11 | 12 | 13 | 14 | 15 | 16 | 17 | 18 | 19 | 20 | 21 | 22 | 23 | 24 | 25 | 26 | 27 | 28 | 29 | 30 | 31 | 32 | 33 | 34 | 35 | 36 | 37 | 38 |
| --------- | - | -- | - | - | - | - | - | - | - | -- | -- | -- | -- | -- | -- | -- | -- | -- | -- | -- | -- | -- | -- | -- | -- | -- | -- | -- | -- | -- | -- | -- | -- | -- | -- | -- | -- | -- |
| Luogo     | C | T  | C | T | T | C | T | C | C | T  | C  | T  | C  | T  | C  | T  | C  | T  | C  | T  | C  | T  | C  | C  | T  | C  | T  | T  | C  | T  | C  | T  | C  | T  | C  | T  | C  | T  |
| Risultato | V | P  | V | V | N | N | V | V | V | V  | N  | P  | P  | V  | V  | V  | V  | P  | V  | N  | P  | N  | V  | N  | P  | N  | V  | V  | V  | N  | -  | -  | -  | -  | -  | -  | -  | -  |
| Posizione | 6 | 11 | 7 | 2 | 3 | 5 | 3 | 2 | 1 | 1  | 2  | 2  | 4  | 4  | 4  | 3  | 3  | 5  | 3  | 5  | 4  | 5  | 5  | 5  | 5  | 5  | 5  | 4  | 4  | 4  | 4  | 4  | 4  | 4  | 4  | 4  | 4  | 4  |

Fonte:  Serie C - Girone C, su calcio.com.
Legenda:

Luogo: C = Casa; T = Trasferta. Risultato: V = Vittoria; N = Pareggio; P = Sconfitta.

### Statistiche dei giocatori
Sono in corsivo i calciatori che hanno lasciato la società a stagione in corso.
| Giocatore       | Serie C  | Serie C | Serie C     | Serie C    | Spareggi | Spareggi | Spareggi    | Spareggi   | Coppa Italia | Coppa Italia | Coppa Italia | Coppa Italia | Coppa Italia Serie C | Coppa Italia Serie C | Coppa Italia Serie C | Coppa Italia Serie C | Totale   | Totale | Totale      | Totale     |
| Giocatore       | Presenze | Reti    | Ammonizioni | Espulsioni | Presenze | Reti     | Ammonizioni | Espulsioni | Presenze     | Reti         | Ammonizioni  | Espulsioni   | Presenze             | Reti                 | Ammonizioni          | Espulsioni           | Presenze | Reti   | Ammonizioni | Espulsioni |
| --------------- | -------- | ------- | ----------- | ---------- | -------- | -------- | ----------- | ---------- | ------------ | ------------ | ------------ | ------------ | -------------------- | -------------------- | -------------------- | -------------------- | -------- | ------ | ----------- | ---------- |
| P. Arcidiacono  | 9        | 1       | 1           | 0          | 0        | 0        | 0           | 0          | 1            | 0            | 0            | 0            | 1                    | 1                    | 0                    | 0                    | 11       | 2      | 1           | 0          |
| A. Brescia      | 0        | 0       | 1           | 0          | 0        | 0        | 0           | 0          | 0            | 0            | 0            | 0            | 0                    | 0                    | 0                    | 0                    | 0        | 0      | 1           | 0          |
| S. Breza        | 7        | -6      | 0           | 0          | 0        | 0        | 0           | 0          | 1            | 0            | 0            | 0            | 2                    | -3                   | 0                    | 0                    | 10       | -9     | 0           | 0          |
| G. Coccia       | 28       | 2       | 3           | 0          | 3        | 0        | 0           | 0          | 0            | 0            | 0            | 0            | 2                    | 0                    | 0                    | 0                    | 33       | 2      | 3           | 0          |
| M. Coppola      | 25       | 0       | 4           | 0          | 3        | 0        | 1           | 0          | 2            | 0            | 0            | 0            | 3                    | 0                    | 1                    | 0                    | 33       | 0      | 6           | 0          |
| S. D'Angelo     | 11       | 0       | 3           | 0          | 3        | 0        | 0           | 0          | 0            | 0            | 0            | 0            | 0                    | 0                    | 0                    | 0                    | 14       | 0      | 3           | 0          |
| F. Dettori      | 30       | 0       | 4           | 0          | 2        | 0        | 0           | 0          | 2            | 0            | 1            | 0            | 2                    | 0                    | 0                    | 0                    | 36       | 0      | 5           | 0          |
| V. Di Somma     | 7        | 0       | 1           | 0          | 0        | 0        | 0           | 0          | 1            | 0            | 0            | 0            | 3                    | 0                    | 2                    | 0                    | 11       | 0      | 3           | 0          |
| R. Emerson      | 28       | 3       | 6           | 1          | 3        | 0        | 1           | 0          | 2            | 0            | 0            | 0            | 3                    | 0                    | 1                    | 0                    | 36       | 3      | 8           | 1          |
| D. Ferri Marini | 22       | 4       | 1           | 0          | 0        | 0        | 0           | 0          | 2            | 1            | 0            | 0            | 1                    | 2                    | 0                    | 0                    | 25       | 7      | 1           | 0          |
| C. França       | 13       | 4       | 1           | 0          | 3        | 1        | 0           | 0          | 0            | 0            | 0            | 0            | 1                    | 1                    | 0                    | 0                    | 17       | 6      | 1           | 0          |
| A. Gassama      | 2        | 0       | 0           | 0          | 0        | 0        | 0           | 0          | 0            | 0            | 0            | 0            | 0                    | 0                    | 0                    | 0                    | 2        | 0      | 0           | 0          |
| A. Giosa        | 28       | 3       | 5           | 0          | 2        | 0        | 0           | 0          | 1            | 0            | 0            | 0            | 1                    | 0                    | 0                    | 0                    | 32       | 3      | 5           | 0          |
| F. Golfo        | 8        | 1       | 0           | 0          | 3        | 0        | 0           | 0          | 0            | 0            | 0            | 0            | 0                    | 0                    | 0                    | 0                    | 11       | 1      | 0           | 0          |
| R. Ioime        | 23       | -17     | 3           | 0          | 3        | -1       | 1           | 0          | 1            | -3           | 0            | 0            | 1                    | -2                   | 0                    | 0                    | 28       | -23    | 4           | 0          |
| A. Isgrò        | 23       | 2       | 2           | 0          | 0        | 0        | 0           | 0          | 2            | 0            | 1            | 0            | 2                    | 0                    | 0                    | 0                    | 27       | 2      | 3           | 0          |
| A. Iuliano      | 18       | 0       | 2           | 0          | 0        | 0        | 0           | 0          | 2            | 0            | 0            | 0            | 3                    | 1                    | 1                    | 0                    | 23       | 1      | 3           | 0          |
| A. Jukic        | 0        | 0       | 0           | 0          | 0        | 0        | 0           | 0          | 0            | 0            | 0            | 0            | 0                    | 0                    | 0                    | 0                    | 0        | 0      | 0           | 0          |
| S. Longo        | 18       | 1       | 1           | 0          | 2        | 0        | 0           | 0          | 1            | 1            | 0            | 0            | 2                    | 1                    | 0                    | 0                    | 23       | 3      | 1           | 0          |
| J. Murano       | 29       | 9       | 2           | 0          | 3        | 1        | 0           | 0          | 2            | 0            | 0            | 0            | 2                    | 1                    | 0                    | 0                    | 36       | 11     | 2           | 0          |
| Y. Nembot       | 1        | 0       | 1           | 0          | 0        | 0        | 0           | 0          | 0            | 0            | 0            | 0            | 1                    | 0                    | 0                    | 0                    | 2        | 0      | 1           | 0          |
| C. Panico       | 14       | 0       | 3           | 0          | 0        | 0        | 0           | 0          | 1            | 0            | 0            | 0            | 1                    | 0                    | 0                    | 0                    | 16       | 0      | 3           | 0          |
| M. Piccinni     | 2        | 0       | 0           | 0          | 0        | 0        | 0           | 0          | 0            | 0            | 0            | 0            | 0                    | 0                    | 0                    | 0                    | 2        | 0      | 0           | 0          |
| M. Ricci        | 27       | 3       | 6           | 0          | 3        | 0        | 1           | 0          | 2            | 0            | 0            | 0            | 1                    | 0                    | 0                    | 0                    | 33       | 3      | 7           | 0          |
| S. Sales        | 24       | 0       | 6           | 0          | 3        | 0        | 0           | 0          | 1            | 0            | 1            | 0            | 0                    | 0                    | 0                    | 0                    | 28       | 0      | 7           | 0          |
| A. Santopadre   | 0        | 0       | 0           | 0          | 0        | 0        | 0           | 0          | 0            | 0            | 0            | 0            | 0                    | 0                    | 0                    | 0                    | 0        | 0      | 0           | 0          |
| A. Sepe         | 6        | 0       | 1           | 0          | 3        | 0        | 1           | 0          | 1            | 0            | 0            | 0            | 2                    | 0                    | 1                    | 0                    | 12       | 0      | 3           | 0          |
| L. Silvestri    | 20       | 0       | 5           | 1          | 3        | 0        | 2           | 0          | 1            | 0            | 0            | 0            | 3                    | 0                    | 0                    | 0                    | 27       | 0      | 7           | 1          |
| T. Souare       | 5        | 0       | 0           | 0          | 0        | 0        | 0           | 0          | 0            | 0            | 0            | 0            | 3                    | 0                    | 0                    | 0                    | 8        | 0      | 0           | 0          |
| O. Viteritti    | 29       | 2       | 4           | 0          | 3        | 0        | 1           | 0          | 2            | 0            | 0            | 0            | 2                    | 0                    | 1                    | 0                    | 36       | 2      | 6           | 0          |
| G. Volpe        | 9        | 0       | 0           | 0          | 1        | 0        | 0           | 0          | 0            | 0            | 0            | 0            | 2                    | 0                    | 0                    | 0                    | 12       | 0      | 0           | 0          |
| A. Vuletich     | 13       | 1       | 3           | 0          | 0        | 0        | 0           | 0          | 0            | 0            | 0            | 0            | 2                    | 1                    | 0                    | 0                    | 15       | 2      | 3           | 0          |

## Giovanili
Il settore giovanile del Potenza Calcio partecipa in questa stagione ai campionati Berretti, Under-15 ed Under-17 organizzati dalla Lega Italiana Calcio Professionistico.